# Charaxes cimonides
Charaxes cimonides är en fjärilsart som beskrevs av Grose-smith 1894. Charaxes cimonides ingår i släktet Charaxes och familjen praktfjärilar. Inga underarter finns listade i Catalogue of Life.